# الیزابت پلتون

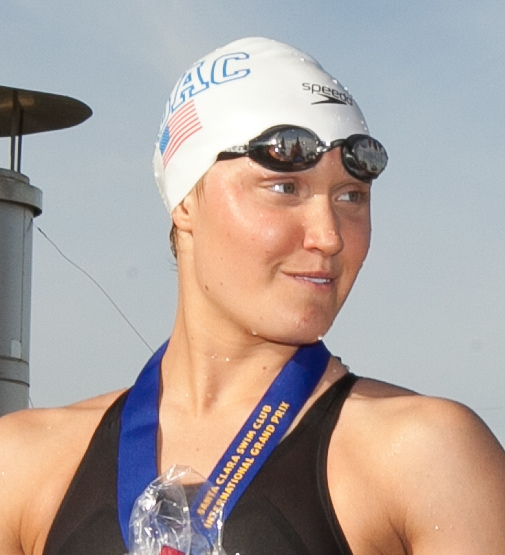
الیزابت پلتون

الیزابت پلتون (به انگلیسی: Elizabeth Pelton) (زادهٔ ۲۶ نوامبر ۱۹۹۳) شناگر اهل ایالات متحده آمریکا است.